# Mór
Mór [ˈmoːr] (deutsch Moor) ist eine  ungarische Stadt im gleichnamigen Kreis im Komitat Fejér. Zur Stadt gehören die nordwestlich gelegenen Ortsteile Alsódobos und Felsődobos.
Mór ist ein bedeutendes Zentrum der ungarndeutschen Minderheit, ungefähr acht Prozent der Bewohner zählen zur Volksgruppe der Ungarndeutschen. Weiterhin ist die Stadt Mittelpunkt einer bekannten Weinbauregion. Die Weinspezialität der Gegend ist der Weißwein Móri Ezerjó (Mórer Tausendgut).

## Geografische Lage
Mór liegt 25 Kilometer nordwestlich des Komitatssitzes Székesfehérvár und 64 Kilometer südwestlich der ungarischen Hauptstadt Budapest. Nachbargemeinden sind Bakonysárkány, Pusztavám, Csókakő, Bodajk, Nagyveleg und Aka.

## Geschichte
Mór war Sitz der Adelsfamilie Lamberg. Der in Mór geborene Graf Franz Philipp von Lamberg kam während der ungarischen Revolution in Budapest ums Leben. Im Jahr 1913 gab es in der damaligen Großgemeinde 1328 Häuser und 10.651 Einwohner auf einer Fläche von 18.845  Katastraljochen. Sie gehörte zu dieser Zeit zum Bezirk Mór im Komitat Fejér. In Mór lebten 1941 150 Juden, das waren etwa 1 Prozent der Bevölkerung. Nach der deutschen Besetzung Ungarns im März 1944 richtete die ungarische Verwaltung im Mai 1944 Sternhäuser ein, in die die Juden der Stadt und des Kreises zusammengepfercht wurden. Anfang Juni wurden die Ghettoinsassen in die Ziegelei in Székesfehérvár deportiert und von dort in das Konzentrationslager Auschwitz. 1984 erhielt die ehemalige Großgemeinde den Status einer Stadt.

## Städtepartnerschaften
- Freudenberg (Deutschland), seit 1990[3]
- Miercurea Nirajului (Rumänien), seit 2009[3]
- Valdobbiadene (Italien), seit 2005[3]
- Wolsztyn, (Polen)[3]

## Söhne und Töchter der Stadt
- Salomo Löwisohn (1789–1821), ungarischer Hebraist und Dichter der Aufklärungszeit
- Franz Philipp Graf von Lamberg (1791–1848), österreichischer Feldmarschallleutnant, kam während der ungarischen Revolution ums Leben.
- Sándor Wekerle (1848–1921), mehrmaliger ungarischer Ministerpräsident während der Zeit der Österreichisch-Ungarischen Monarchie
- Ágoston Zimmermann (1875–1963), ungarischer Veterinärwissenschaftler. Nach ihm wurde eine Schule der  Stadt Mór benannt.
- Otto Fleischmann (1896–1963), österreichisch-US-amerikanischer Psychoanalytiker
- Ferenc Krausz (* 1962), Physiker, Nobelpreisträger
- Gergely Krausz (* 1993), Badmintonspieler
- Boglárka Takács (* 2001), Sprinterin

## Sehenswürdigkeiten
- Nepomuki-Szent-János-Statue aus dem Jahr 1746
- 1956er-Denkmal (1956-os emlékmű), erschaffen von Benedek Nagy
- Römisch-katholische Kirche Szent Kereszt, ursprünglich im Mittelalter erbaut, in den 1880er Jahren umgebaut
- Römisch-katholische Kirche Szentháromság
- Schloss Lamberg (Lamberg-kastély), erbaut in den 1760er Jahren
- Szent-Flórián-Statue aus dem Jahr 1844
- Szent-Sebestyén-Statue aus dem Jahr 1739

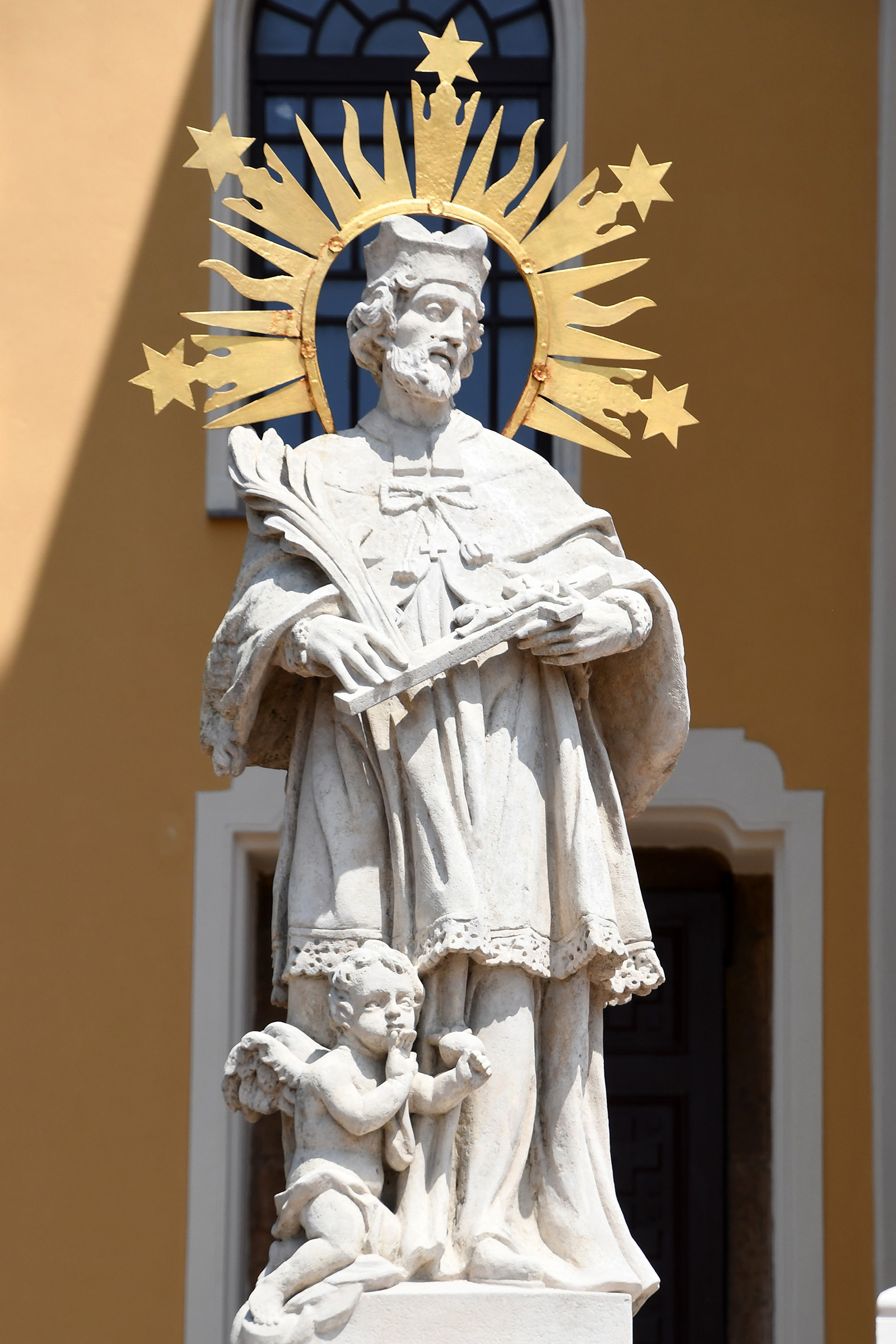
Nepomuki-Szent-János-Statue
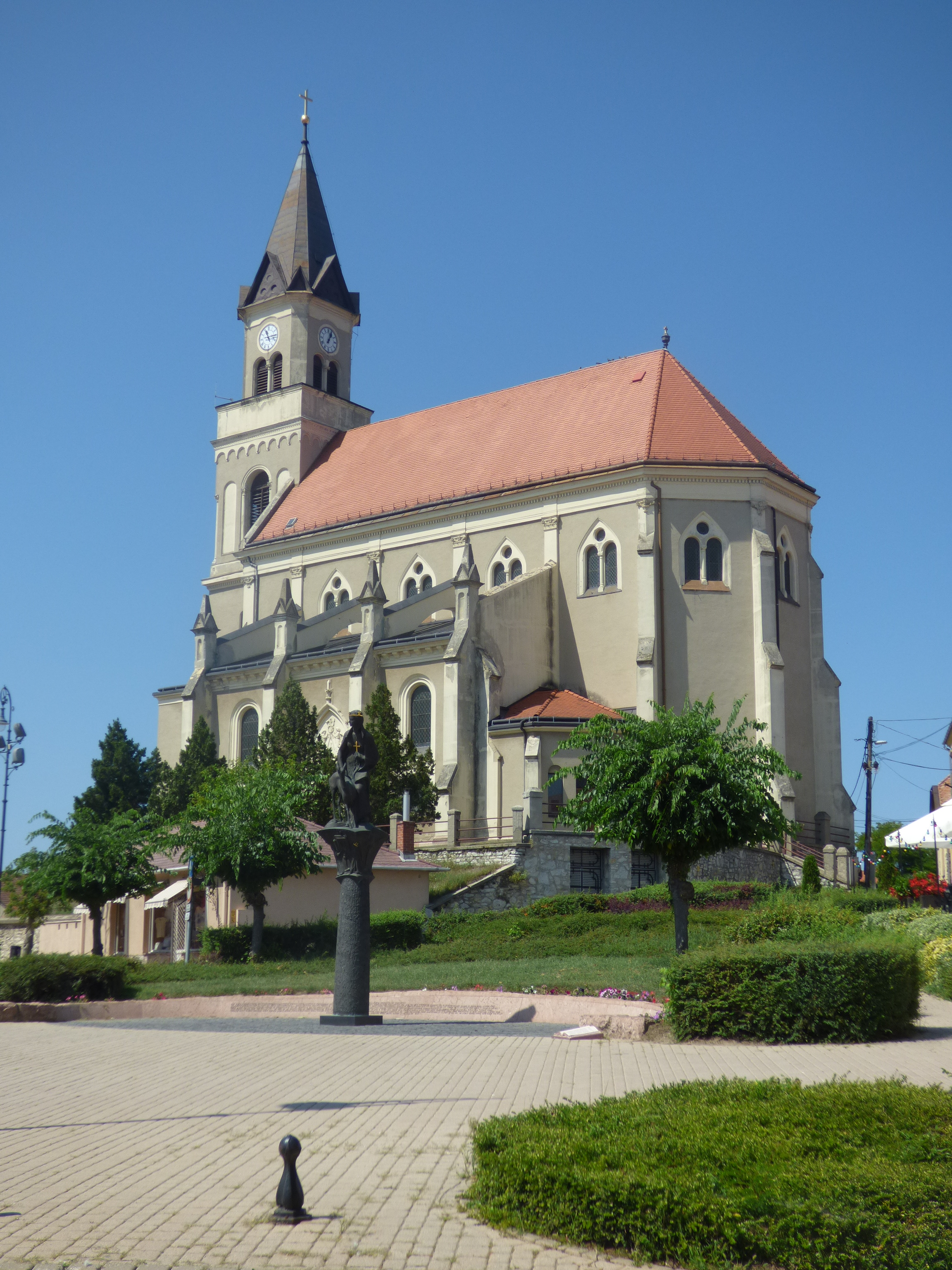
Römisch-katholische Kirche Szent Kereszt
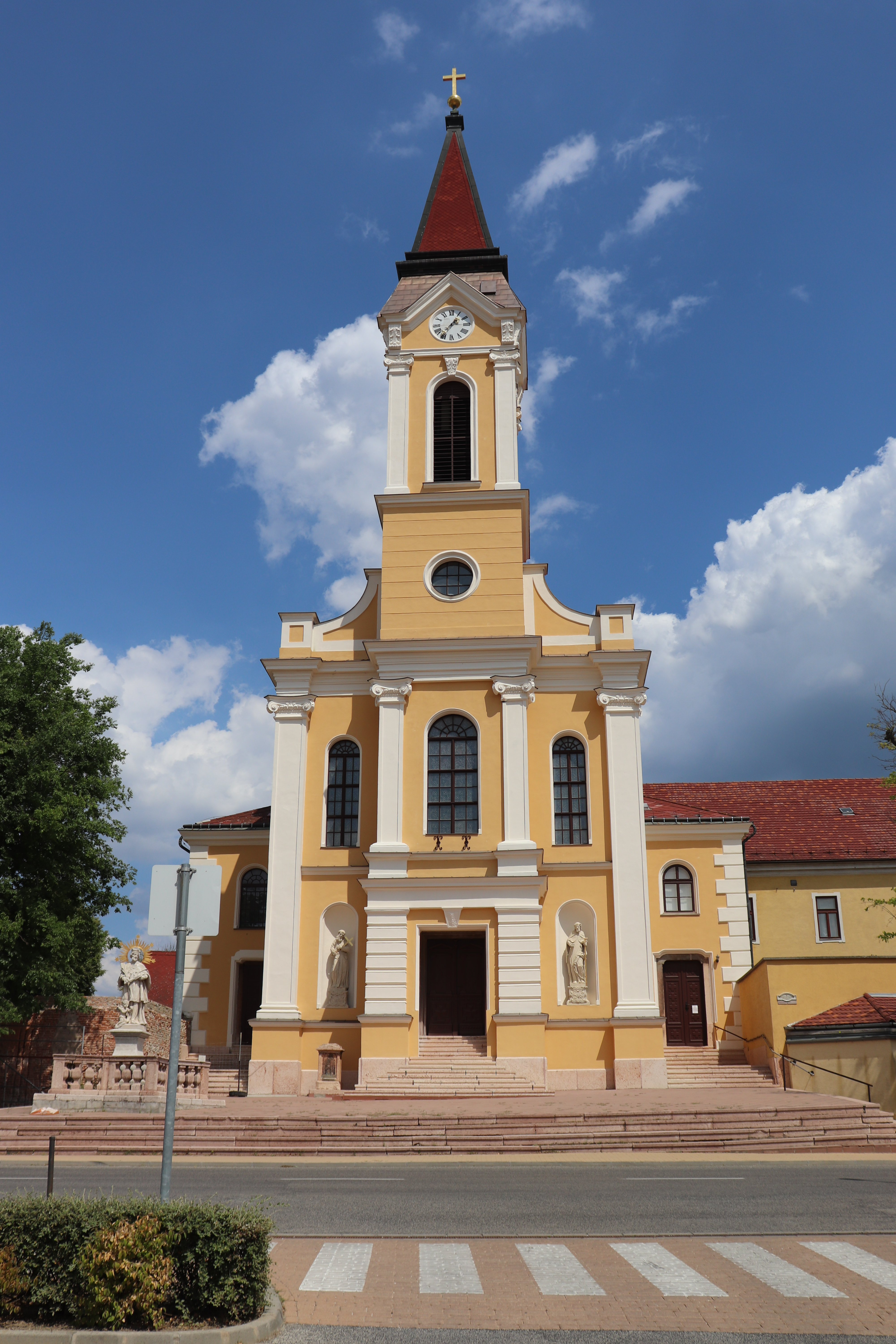
Römisch-katholische Kirche Szentháromság
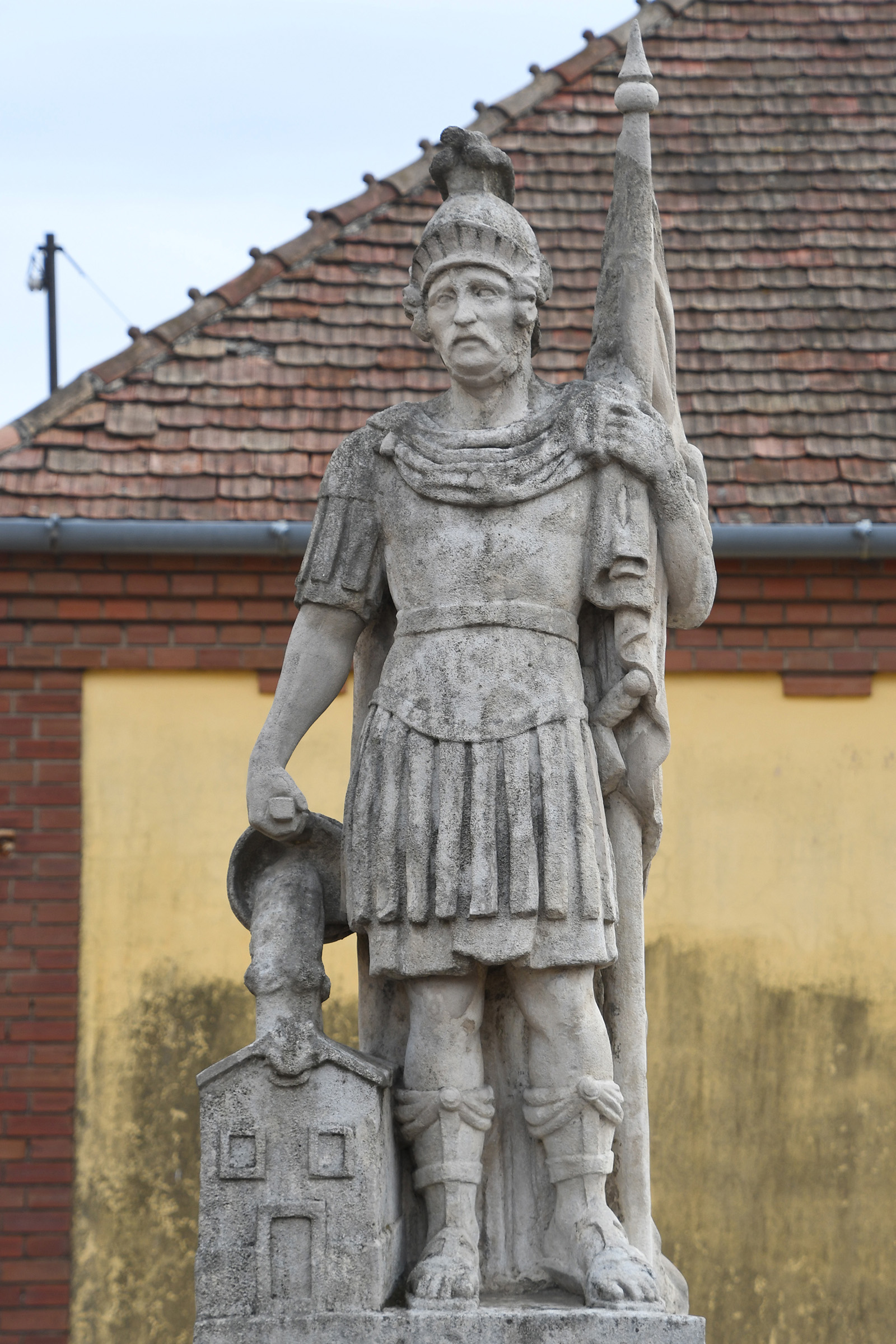
Szent-Flórián-Statue
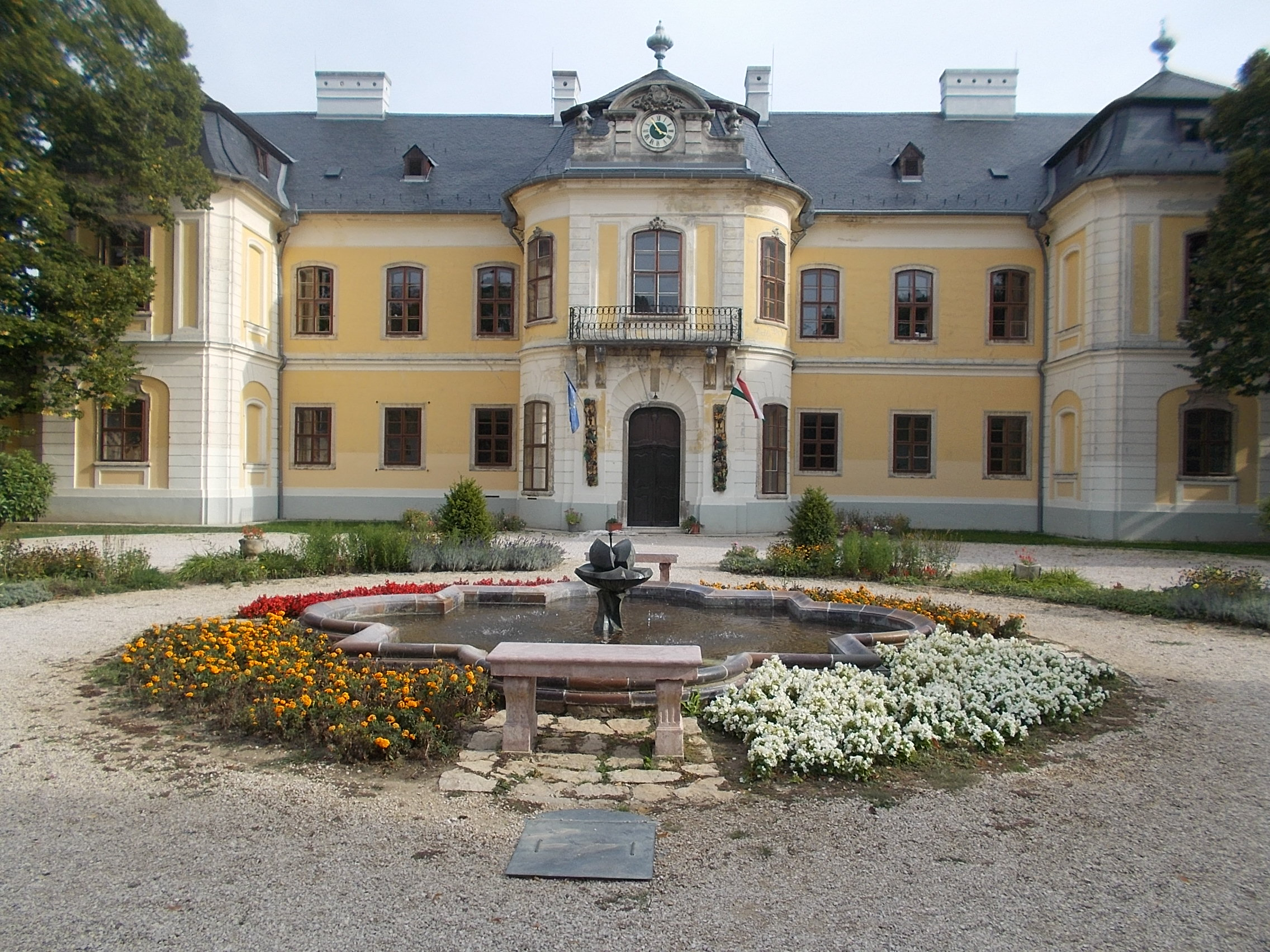
Schloss Lamberg

## Verkehr
Durch Mór verläuft die Hauptstraße Nr. 81. Der Bahnhof Mór liegt an der Bahnstrecke Székesfehérvár–Komárom; ehemals zweigte hier außerdem die Bahnstrecke Mór–Pusztavám ab. Zudem bestehen Busverbindungen nach Székesfehérvár und Kisbér.